# Sección de Sur
La sección de Sur (section du Sud en francés), es una división administrativa francesa, que está situada en el departamento de ultramar de Martinica y la región de Martinica.

## Historia
A principios de 2015 en aplicación de la Ley n.º 2011-884, de 27 de julio de 2011, relativa a las colectividades de Guayana Francesa y Martinica, el Consejo Regional de Martinica y el Consejo departamental de Martinica, se fusionaron en una Colectividad única de Martinica, siendo esta dotada de una asamblea de electos, denominada Asamblea de Martinica, formada por 64 miembros que son elegidos entre las cuatro secciones creadas a tal efecto en sustitución de los cantones, que fueron suprimidos por innecesarios.
La Sección de Sur fue creada en aplicación de dicha Ley y específicamente de su artículo 8.º, apartado L558-7,, estando formado por la unión de once comunas: la comuna del antiguo cantón de Ducos, la comuna del antiguo cantón de Le Diamant, la comuna del antiguo cantón de Le Marin, la comuna del antiguo cantón de Les Anses-d'Arlet, la comuna del antiguo cantón de Les Trois-Îlets, la comuna del antiguo cantón de Le Vauclin, la comuna del antiguo cantón de Rivière-Pilote, la comuna del antiguo cantón de Rivière-Salée, la comuna del antiguo cantón de Sainte-Anne, la comuna del antiguo cantón de Sainte-Luce, y la comuna del antiguo cantón de Saint-Esprit.

## Composición
La sección de Sur comprende las once comunas siguientes
| Comunas           | Cantones anteriores | Distritos |
| ----------------- | ------------------- | --------- |
| Ducos             | Ducos               | Le Marin  |
| Le Diamant        | Le Diamant          | Le Marin  |
| Le Marin          | Le Marin            | Le Marin  |
| Les Anses-d'Arlet | Les Anses-d'Arlet   | Le Marin  |
| Les Trois-Îlets   | Les Trois-Îlets     | Le Marin  |
| Le Vauclin        | Le Vauclin          | Le Marin  |
| Rivière-Pilote    | Rivière-Pilote      | Le Marin  |
| Rivière-Salée     | Rivière-Salée       | Le Marin  |
| Sainte-Anne       | Sainte-Anne         | Le Marin  |
| Sainte-Luce       | Sainte-Luce         | Le Marin  |
| Saint-Esprit      | Saint-Esprit        | Le Marin  |